# Axinella vulgata
Axinella vulgata är en svampdjursart som beskrevs av Thiele 1899. Axinella vulgata ingår i släktet Axinella och familjen Axinellidae.
Artens utbredningsområde är havet kring Indonesien. Inga underarter finns listade i Catalogue of Life.